# Ядерний хлорний канал 1
Ядерний хлорний канал 1 (англ. Chloride intracellular channel 1) – білок, який кодується геном CLIC1, розташованим у людей на короткому плечі 6-ї хромосоми.  Довжина поліпептидного ланцюга білка становить 241 амінокислот, а молекулярна маса — 26 923.
| 10         |  | 20         |  | 30         |  | 40         |  | 50         |
| ---------- |  | ---------- |  | ---------- |  | ---------- |  | ---------- |
| MAEEQPQVEL |  | FVKAGSDGAK |  | IGNCPFSQRL |  | FMVLWLKGVT |  | FNVTTVDTKR |
| RTETVQKLCP |  | GGQLPFLLYG |  | TEVHTDTNKI |  | EEFLEAVLCP |  | PRYPKLAALN |
| PESNTAGLDI |  | FAKFSAYIKN |  | SNPALNDNLE |  | KGLLKALKVL |  | DNYLTSPLPE |
| EVDETSAEDE |  | GVSQRKFLDG |  | NELTLADCNL |  | LPKLHIVQVV |  | CKKYRGFTIP |
| EAFRGVHRYL |  | SNAYAREEFA |  | STCPDDEEIE |  | LAYEQVAKAL |  | K          |

A: Аланін

C: Цистеїн

D: Аспарагінова кислота

E: Глутамінова кислота

F: Фенілаланін

G: Гліцин

H: Гістидин

I: Ізолейцин

K: Лізин

L: Лейцин

M: Метіонін

N: Аспарагін

P: Пролін

Q: Глутамін

R: Аргінін

S: Серин

T: Треонін

V: Валін

W: Триптофан

Цей білок за функціями належить до іонних каналів, потенціалзалежних каналів, хлорних каналів. 
Задіяний у таких біологічних процесах як транспорт іонів, транспорт. 
Білок має сайт для зв'язування з хлоридом. 
Локалізований у клітинній мембрані, цитоплазмі, ядрі, мембрані.